# 托西沃·纳卡亚马
托西沃·纳卡亚马（英語：Tosiwo Nakayama，1931年11月23日—2007年3月29日），又译中山敏夫、中山利雄，是密克罗尼西亚联邦开国总统。于1979年至1987年期间在任。
出生在日本托管地南洋厅，父亲是日本人，母亲是当地酋长的女儿 。
1987年2月，托西沃·纳卡亚马应荣毅仁邀请访问中华人民共和国，并参观北京、西安等地。
2007年3月29日，托西沃·纳卡亚马在美国夏威夷州火奴鲁鲁去世，享年75岁。
他的胞弟曾于1992年担任密克罗尼西亚驻日本、中国大使。